# Kalendarium
Ein Kalendarium (mittellateinisch kalendarium, spätlateinisch calendarium = Schuldregister der Geldverleiher, zu: Calendae) ist ein Verzeichnis der Tage des Jahres, das je nach Art des Kalenders nach Wochen, Monaten etc. gegliedert oder den einzelnen Tagen nach eingeteilt ist. Ursprünglich bezeichnet ein Kalendarium ein Verzeichnis im Römischen Reich für den Stichtag der fälligen Schulden. Im Christentum bezeichnet es ein offizielles Verzeichnis für kirchliche Fest- und Gedenktage.

## Abgrenzung
Als Kalendarium wird eine Zusammenstellung oder Darstellung von Kalenderdaten bezeichnet, um einen zeitlichen Überblick zu gewährleisten:
- als schriftliches Kalenderwerk über einen mehr oder minder langen Zeitraum: der Kalender im allgemeinsprachlichen Sinne, als Notizbuch, Abreißblock, Schiebekalender, Wandkalender oder in elektronischer Form
- als Terminkalender, um Zusatzinformation oder Notizen aufzunehmen, z. B. zu einem bestimmten Thema wie Veranstaltungshinweisen, die Arbeitsabläufe in einem Unternehmen, zur Organisation zu erledigender Aufgaben (To-dos)
- als Agenda (lat. agendum „das zu Treibende“) als Gedächtnisstütze (Merkbuch): Tagebuch, Tagesordnung, Aktionsprogramm
- als Chronologie zu einer bestimmten historischen Periode oder einer historischen Entwicklung
- als Skala auf der Meridianlinie eines Meridianinstrumentes (astronomisches Messinstrument, siehe Solarium Augusti)

## Etymologie

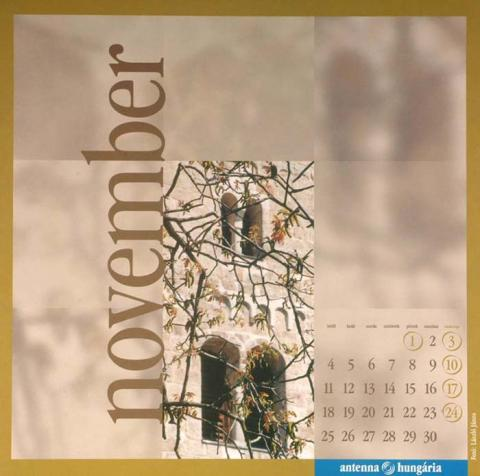
Kalender, November

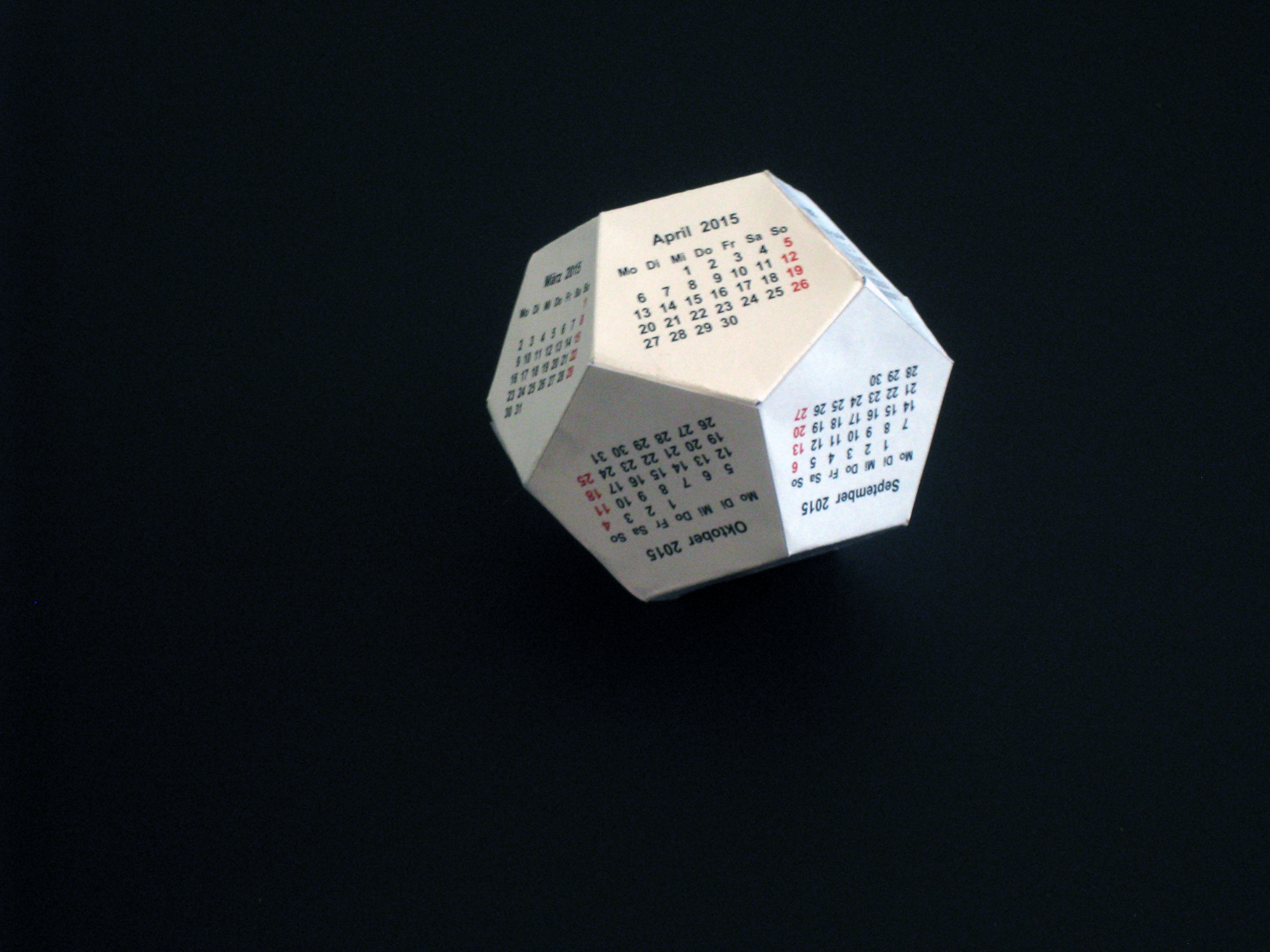
Kartonkalender in Form eines Dodekaeders

Der Begriff Kalendarium stammt ursprünglich aus dem Lateinischen und bedeutete im alten Rom Schuldenverzeichnis, da an den Kalenden, dem ersten Tag eines jeden Monats, die Schulden zu bezahlen waren. Später wurde daraus schlicht der Kalender, den die Römer übrigens festis nannten.
Im Lauf der Zeit hat sich die Bedeutung des Wortes Kalendarium gewandelt, heute umfasst sie ziemlich alle Aspekte des Kalenderwesens.
Insbesondere wird Kalendarium benutzt, um einen physischen Kalender aufgeschrieben, gedruckt, in elektronischer Form oder von Uhren angezeigt, vom ideellen Kalender (den Rechenvorschriften der Kalenderrechnung) abzugrenzen.

## Kalendarien im Gebrauch

### Gedruckte Kalender

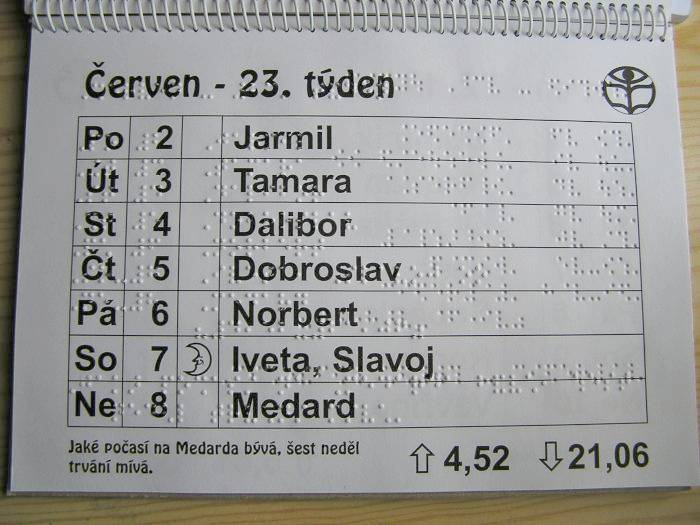
Tschechischer Kalender in Blindenschrift

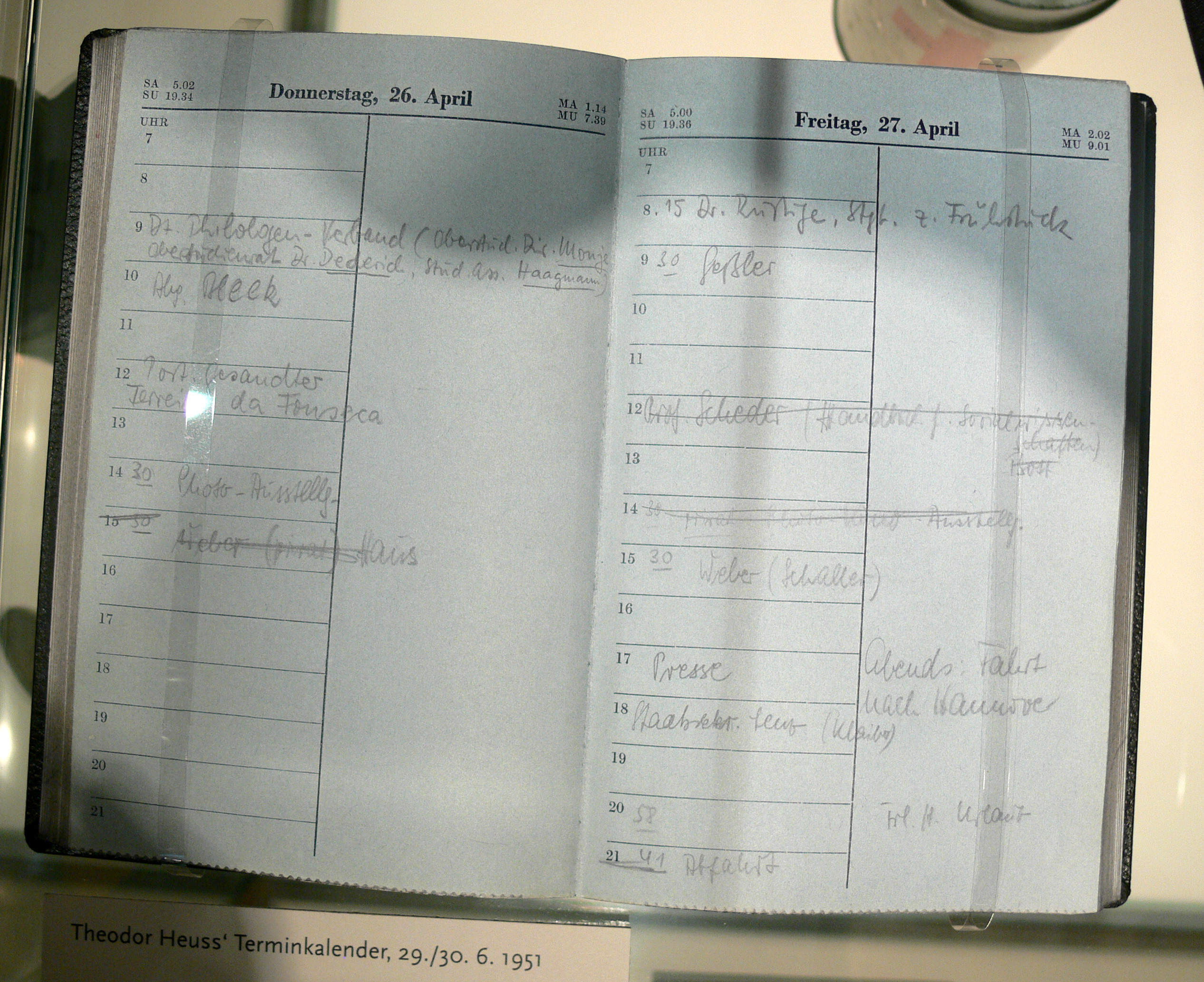
Terminkalender von Bundespräsident Theodor Heuss mit handschriftlichen Einträgen von Terminen am 26. und 27. April 1951

Gedruckte Kalender werden meist für ein Kalenderjahr hergestellt. Dabei umfasst ein Einzelblatt einen Tag, eine Woche, einen Monat oder ein ganzes Jahr.
Die gebräuchlichen Formen von Kalendern sind nach dem Format bezeichnet Wandkalender, Taschenkalender oder nach der Bindung Einblattkalender, Kalenderblock (Abreißblock) oder Kalenderheft (Notizbuch). Am Arbeitsplatz aufgestellte Kalender werden als Tischkalender, Stehkalender oder Bürokalender bezeichnet. Eine Besonderheit bildet der Uhrenarmbandkalender.
Kalender dienen dabei einfach der Übersicht, als Dekoration, oder als Memorandum (Merkheft) – Terminkalender, Veranstaltungskalender, Astronomischer Kalender (Ephemeriden) – oder als Memoire (Tagebuch).
Wandkalender gibt es in den unterschiedlichsten Ausprägungen, z. B. Abreißkalender, Bildkalender, speziell als Kunstkalender, oder Dispositionskalender etwa als Magnettafel.
- Der klassische Abreißkalender sieht für jeden Tag des Jahres ein Blatt vor, auf dessen Rückseite oft astronomische Daten und/oder Sinnsprüche, Kochrezepte, Rätsel zu finden sind, als historische Form auch Kalendergeschichten. Zudem gibt es auch thematisch orientierte Abreißkalender zu Themen wie Geschichte, Geographie, Philosophie, Kunst und Literatur oder auch Sprachkalender.
- Bildkalender zeigen oft Landschaften, aber können auch vielen anderen Themen gewidmet sein. Häufig zeigen sie, wie die meisten Kunstkalender, einen Monat pro Blatt. Thematische Wandkalender, die oft Text und Bild mischen (z. B. Literaturkalender, Filmkalender), haben oft auch eine wöchentliche oder zweiwöchentliche Blattfolge.

Eine weitere Kategorie sind Notizkalender in unterschiedlichen Formaten, als Taschenkalender oder Kalenderheft, in kleinen Formaten (etwa Scheckkartenformat), die man ständig mit sich führen kann. Hier kann man wieder unterscheiden in reine Notizkalender, die neben einem gedruckten Kalendarium im Anhang lediglich wichtige Daten (z. B. Postgebühren oder Telefonvorwahlen usw.) enthalten und thematischen Kalendern, die daneben – zwischen den Kalenderblättern und/oder nach dem Kalendarium – Beträge zu einem bestimmten Thema enthalten (z. B. Frauenkalender, Aussaatkalender usw.).
Kalenderhefte in Form periodischer Publikationen: die bekannteste Form ist der Schreibkalender im Quartformat, mit seit etwa der Mitte des 16. Jahrhunderts bis in die Gegenwart vergleichsweise festem Erscheinungsbild.
Berufsbezogene Kalender enthalten neben dem Kalendarium berufsbezogene Beiträge und Hilfsmittel (z. B. Lehrerkalender mit Notenlisten).
Kalender waren bis etwa 2010 beliebte Werbegeschenke, die Unternehmen ihren Kunden zum Jahreswechsel überreichten. Durch das Aufkommen digitaler Kalender werden nunmehr wesentlich weniger Kalender gedruckt bzw. verschenkt.

### Elektronische Kalendarien
Ein Computer eignet sich besonders, Kalendarien zu berechnen und übersichtlich darzustellen, wie auch auf Änderungen schnell zu reagieren und die kalendarischen Zusatzdaten zu verarbeiten oder auszuführen. Daher haben sich Kalendarien in der Datenverarbeitung sehr schnell verbreitet:
- Allgemeine Kalenderprogramme sind in vielfältiger Weise in Betriebssystem und als Einzelanwendung verfügbar
- Merkzettel-Programme erinnern menschliche Benutzer an zu Erledigendes (engl. „to do“, siehe To-do-Liste)
- Taskplaner erledigen in einem Kalendarium eingetragene Servicearbeit eines Computersystems
- Zeitabhängige Zugangsberechtigungen auf elektronische Ressourcen, etwa für DHCP-Refreshs oder Zugriffsrechte
- Astronomische Ephemeriden sind in die meisten astronomischen Programme grundlegend integriert
- Spezialisierte Programme gibt es für Problemstellungen der Zeitablaufsteuerung (Scheduling) in Wirtschaft und Informatik
- In der Lohn- und Gehaltsabrechnung wird mit Kalendarien gearbeitet, die je Arbeitnehmer und Tag eines Abrechnungszeitraumes Arbeits- und Fehlzeiten (Krankheit, Urlaub …) ausweisen. Viele Lohnabrechnungsprogramme (z. B. DATEV-Lodas) erlauben auch die Datenerfassung in Kalendarien.

Handy, Laptop oder PDA können mit einer speziellen Software als elektronischer Terminkalender (Personal Information Manager, z. B. GPE Palmtop Environment) für diese Aufgaben eingesetzt werden. Dabei sind vielfältige Verknüpfungen mit anderen Aufgaben und anderen Personen softwaremäßig und via drahtlosen Netzverbindungen herstellbar (SMS, E-Mail, Groupware).

### Heiligenkalendarium
In der katholischen Kirche wird er insbesondere für die Zuordnung von Heiligen zu den Tagen des Jahres verwendet (auch Heiligenkalender genannt).
Eine besondere Form von Kalender ist der Cisiojanus, ein Merkgedicht, das bei der Datierung der unbeweglichen Heiligen- und Feiertage der römisch-katholischen Kirche hilft. Er verbreitete sich seit dem Ende des Hochmittelalters und stand bis in die Frühe Neuzeit im Gebrauch.

## Geschichte
Historische Jahreskalender beschränkten sich kaum je auf die reine Darstellung des Jahresverlaufes, sondern informierten auch über jahreszeitabhängige Tätigkeiten, landwirtschaftliche Aufgaben oder im Jahresverlauf zu erwartende Wetterlagen und werden daher auch Bauernkalender genannt. Schon früh gehört das sogenannte Aderlassmännlein zu den bis ins 19. Jahrhundert unverzichtbaren Bestandteilen des Kalenders. So weist etwa das Calendarium Romanum aus dem Kloster Interlaken (Johanna von Arberg und Agnese Stollera, 1446) bereits mit der Aderlassfigur nach, welche Sternzeichen die einzelnen Körpergegenden regieren und sich daher für bestimmte Leiden und zu bestimmten Sternkonstellation für den Aderlass eignen. Weiterhin wurden die besten Tage für das Haareschneiden, Baden, Schröpfen, Abstillen etc. angegeben. Solche Angaben finden sich durchgängig bis zur Mitte des 18. Jahrhunderts (etwa im Hundertjährigen Kalender), als im Zuge der Volksaufklärung versucht wurde, den Aberglauben aus dem Kalender zu verbannen (zum Beispiel durch die preußische Kalenderreform 1778/79). Als diese Reformbemühungen scheiterten, kehrte die Aderlassfigur, oder zumindest eine Aderlasstafel, wieder in den Kalender ein (so noch im „Neuen Berner-Kalender“ unter der Redaktion von Jeremias Gotthelf, 1840–1845). Zeitgenössische astrologische Mondkalender greifen diese Richtung wieder auf.

### Kalender und Volksaufklärung

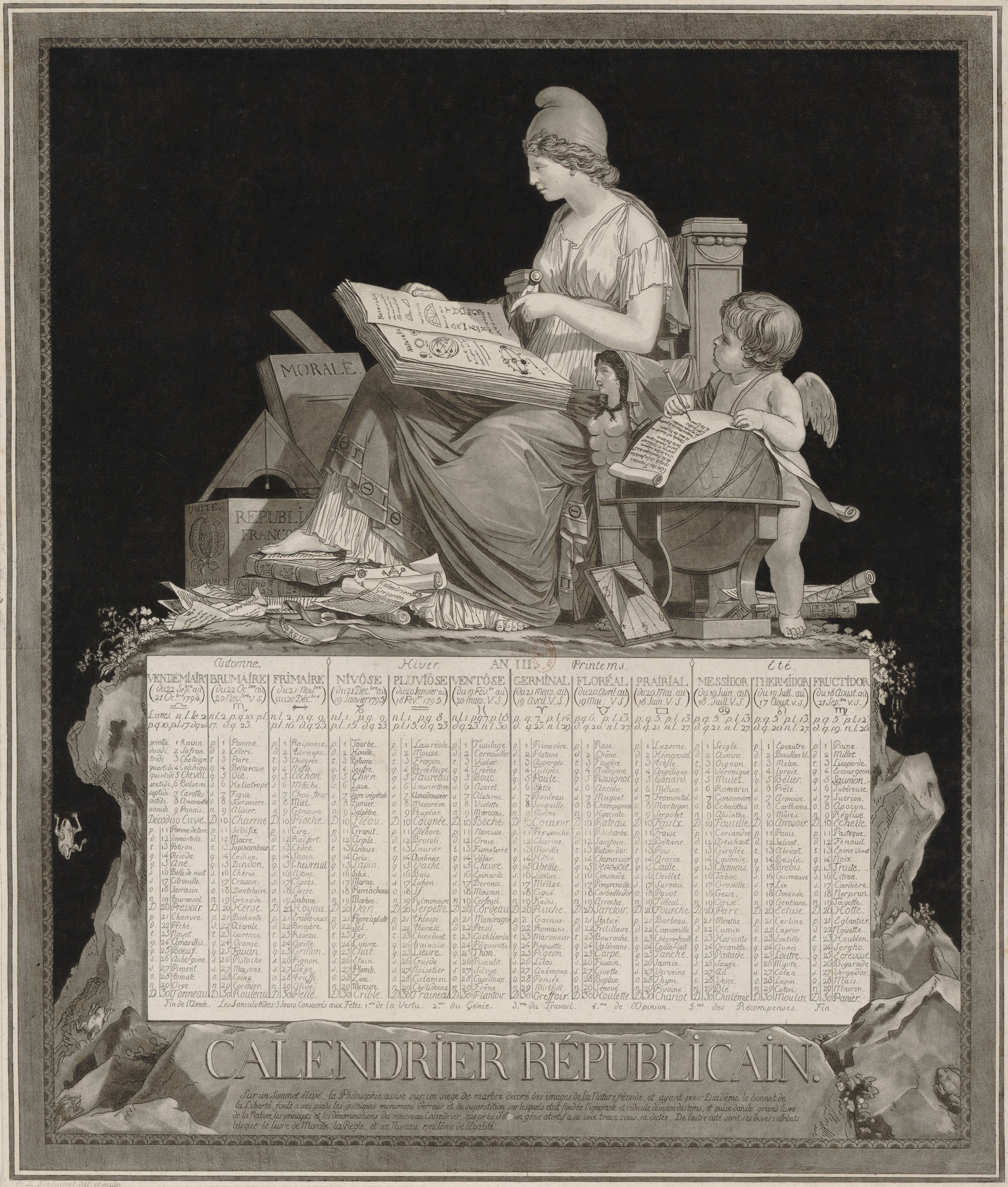
Republikanischer Kalender um 1794 in Frankreich

Schon in der frühen gemeinnützigen Aufklärung, die seit den 1760er Jahren in eine breite Volksaufklärung mündet, gab es Bemühungen, das Medium des Kalenders zur praktischen und ökonomischen, später vor allem erbaulichen und moralischen Belehrung der Bevölkerung zu nutzen. Wie kaum ein anderer Lesestoff gelangte der Kalender in die breitesten Schichten der Bevölkerung. Vor einer flächendeckenden Verbreitung von Tageszeitungen war er zudem das wichtigste Informationsmedium.
Die Kalenderreformer des 18. Jahrhunderts wollten nun zum ökonomischen Nutzen des Lesers wie des Vaterlandes land- und hauswirtschaftliche Informationen, medizinische und veterinärmedizinische Ratschläge neben erbaulichen Geschichten in den Kalender einrücken. Der alte Aberglauben sollte ebenso verbannt werden wie die häufig vertretenen Erzählungen bloß merkwürdiger oder spektakulärer Begebenheiten, die für den Leser keinen unmittelbaren Nutzen haben konnten. Mit gesetzlichen Regelungen versuchte man Reformkalender auf einem Markt durchzusetzen, der durch Lesegewohnheiten und gut eingeführte populäre Kalender geprägt war. Die teils radikalen Versuche scheiterten häufig bereits in den Anfängen: die Leser kauften lieber keinen Kalender als den von Gelehrten und Staatsbeamten kreierten Nachfolger ihres Traditionsheftes.

### Volkskalender
Aus dem Scheitern der ersten Reformbemühungen entwickelte sich eine Volksbildungsbewegung, die nun sehr viel stärker die Leseinteressen der Kalenderleser berücksichtigte und teils lieber das Aderlassmännlein beibehielt, um so für die belehrenden Erzählungen (Kalendergeschichte) eine aufnahmebereite Leserschaft zu finden. Das Vorbild solcher, auch schon in der frühen Neuzeit entstandenen, Volkskalender war der Rheinische Hausfreund von Johann Peter Hebel; ihm folgten bekannte Autoren wie Heinrich Zschokke, Berthold Auerbach, Jeremias Gotthelf, Alban Stolz und zahlreiche Kalendermacher des 19. Jahrhunderts. Neben der Tageszeitung behielt der Kalender auch in manchen Regionen bis ins 20. Jahrhundert eine zentrale Stellung unter den Volkslesestoffen. 

### Bauernkalender

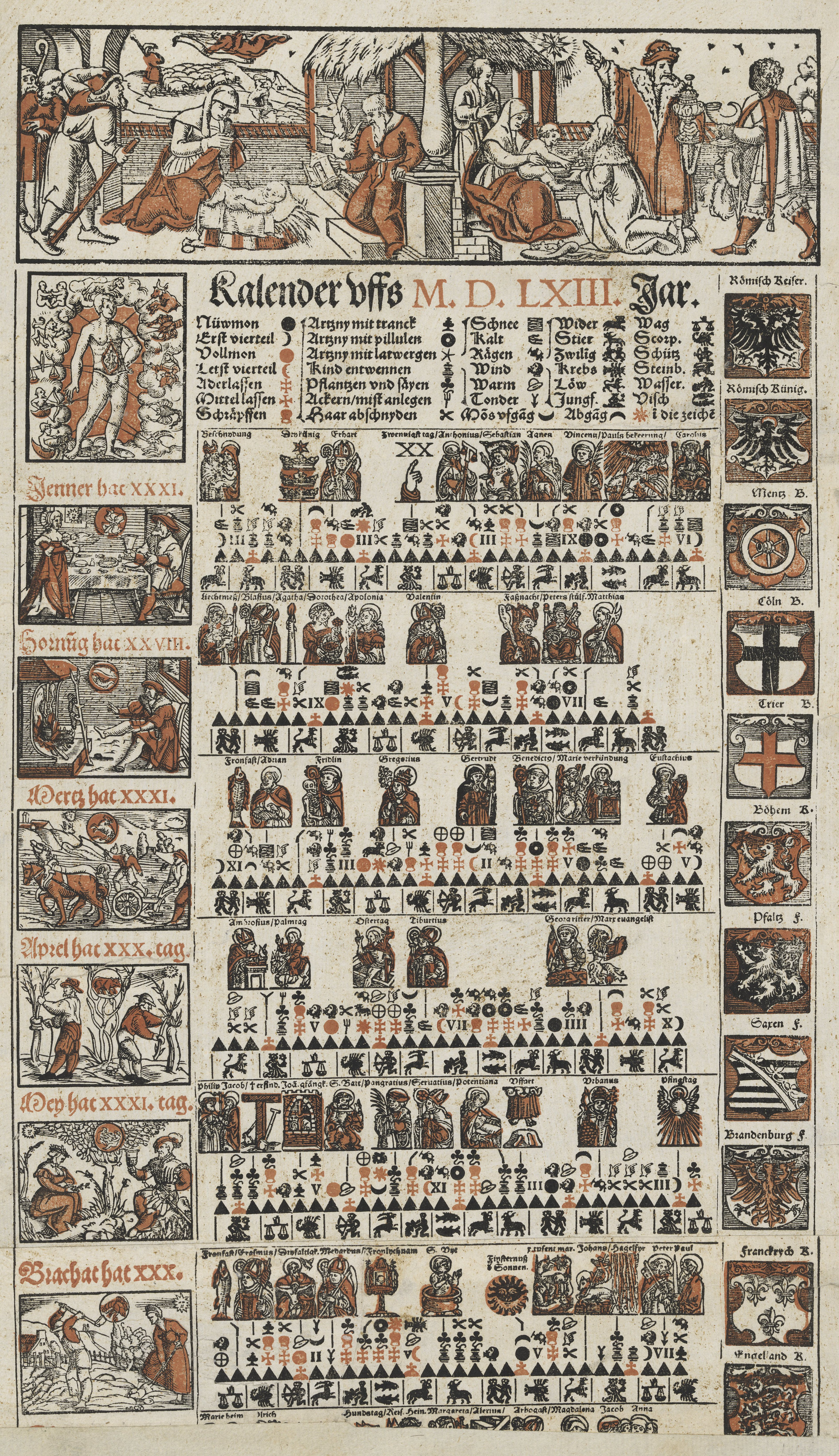
Bauernkalender für 1563, gedruckt in Zürich

Bauernkalender bezeichnet traditionelle Kalender, die seit Jahrhunderten für die des Lesens unkundige Landbevölkerung erstellt wurden und später oft auch regionale Wetterregeln, Lostage und Erfahrungswissen der Bauern berücksichtigten; so etwa:
- Admonter Bauernkalender – um 1500 in Augsburg gedruckt, damit ältestes gedrucktes Exemplar[4]
- Alter Bauernkalender – auch Mandlkalender aus der Steiermark
- Laibacher Bauernkalender